# Pelelu Tepu
Pelelu Tepu este un mic sat Amerindian din Surinam, situat pe dealul Tepu. Are un dispensar.

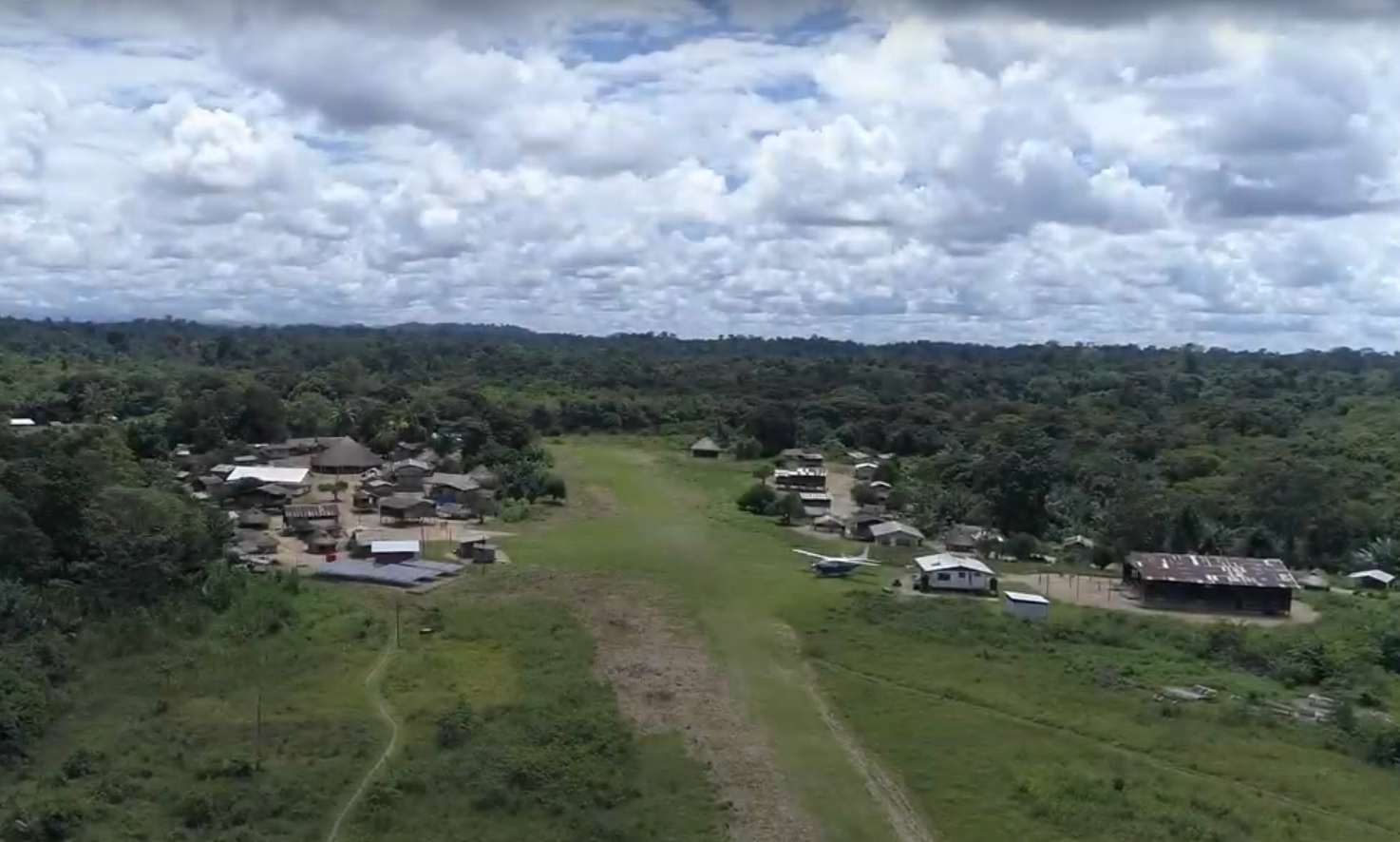
Pelulu Tepu, 2018